# Subdistrictul Mahardeh
Subdistrictul Mhardeh (în arabă ناحية مركز محردة)  este un nahiyah (subdistrict) sirian situat în Districtul Mahardah din Guvernoratul Hama. Potrivit Biroului Central de Statistică din Siria (CBS), subdistrictul Mhardeh avea o populație de 80.165 la recensământul din 2004.